# Immortal de Kaspàrov
|   | a | b | c | d | e | f | g | h |   |
| 8 | a8 negres alfil · d8 negres torre · h8 negres torre · a7 negres rei · f7 negres peó · h7 negres peó · a6 negres peó · d6 negres dama · f6 negres cavall · g6 negres peó · a5 blanques cavall · b5 negres peó · c5 negres peó · d5 blanques peó · d4 blanques torre · f4 blanques dama · a3 blanques peó · f3 blanques peó · g3 blanques peó · h3 blanques alfil · b2 blanques peó · c2 blanques peó · h2 blanques peó · b1 blanques rei · e1 blanques torre | a8 negres alfil · d8 negres torre · h8 negres torre · a7 negres rei · f7 negres peó · h7 negres peó · a6 negres peó · d6 negres dama · f6 negres cavall · g6 negres peó · a5 blanques cavall · b5 negres peó · c5 negres peó · d5 blanques peó · d4 blanques torre · f4 blanques dama · a3 blanques peó · f3 blanques peó · g3 blanques peó · h3 blanques alfil · b2 blanques peó · c2 blanques peó · h2 blanques peó · b1 blanques rei · e1 blanques torre | a8 negres alfil · d8 negres torre · h8 negres torre · a7 negres rei · f7 negres peó · h7 negres peó · a6 negres peó · d6 negres dama · f6 negres cavall · g6 negres peó · a5 blanques cavall · b5 negres peó · c5 negres peó · d5 blanques peó · d4 blanques torre · f4 blanques dama · a3 blanques peó · f3 blanques peó · g3 blanques peó · h3 blanques alfil · b2 blanques peó · c2 blanques peó · h2 blanques peó · b1 blanques rei · e1 blanques torre | a8 negres alfil · d8 negres torre · h8 negres torre · a7 negres rei · f7 negres peó · h7 negres peó · a6 negres peó · d6 negres dama · f6 negres cavall · g6 negres peó · a5 blanques cavall · b5 negres peó · c5 negres peó · d5 blanques peó · d4 blanques torre · f4 blanques dama · a3 blanques peó · f3 blanques peó · g3 blanques peó · h3 blanques alfil · b2 blanques peó · c2 blanques peó · h2 blanques peó · b1 blanques rei · e1 blanques torre | a8 negres alfil · d8 negres torre · h8 negres torre · a7 negres rei · f7 negres peó · h7 negres peó · a6 negres peó · d6 negres dama · f6 negres cavall · g6 negres peó · a5 blanques cavall · b5 negres peó · c5 negres peó · d5 blanques peó · d4 blanques torre · f4 blanques dama · a3 blanques peó · f3 blanques peó · g3 blanques peó · h3 blanques alfil · b2 blanques peó · c2 blanques peó · h2 blanques peó · b1 blanques rei · e1 blanques torre | a8 negres alfil · d8 negres torre · h8 negres torre · a7 negres rei · f7 negres peó · h7 negres peó · a6 negres peó · d6 negres dama · f6 negres cavall · g6 negres peó · a5 blanques cavall · b5 negres peó · c5 negres peó · d5 blanques peó · d4 blanques torre · f4 blanques dama · a3 blanques peó · f3 blanques peó · g3 blanques peó · h3 blanques alfil · b2 blanques peó · c2 blanques peó · h2 blanques peó · b1 blanques rei · e1 blanques torre | a8 negres alfil · d8 negres torre · h8 negres torre · a7 negres rei · f7 negres peó · h7 negres peó · a6 negres peó · d6 negres dama · f6 negres cavall · g6 negres peó · a5 blanques cavall · b5 negres peó · c5 negres peó · d5 blanques peó · d4 blanques torre · f4 blanques dama · a3 blanques peó · f3 blanques peó · g3 blanques peó · h3 blanques alfil · b2 blanques peó · c2 blanques peó · h2 blanques peó · b1 blanques rei · e1 blanques torre | a8 negres alfil · d8 negres torre · h8 negres torre · a7 negres rei · f7 negres peó · h7 negres peó · a6 negres peó · d6 negres dama · f6 negres cavall · g6 negres peó · a5 blanques cavall · b5 negres peó · c5 negres peó · d5 blanques peó · d4 blanques torre · f4 blanques dama · a3 blanques peó · f3 blanques peó · g3 blanques peó · h3 blanques alfil · b2 blanques peó · c2 blanques peó · h2 blanques peó · b1 blanques rei · e1 blanques torre | 8 |
| 7 | a8 negres alfil · d8 negres torre · h8 negres torre · a7 negres rei · f7 negres peó · h7 negres peó · a6 negres peó · d6 negres dama · f6 negres cavall · g6 negres peó · a5 blanques cavall · b5 negres peó · c5 negres peó · d5 blanques peó · d4 blanques torre · f4 blanques dama · a3 blanques peó · f3 blanques peó · g3 blanques peó · h3 blanques alfil · b2 blanques peó · c2 blanques peó · h2 blanques peó · b1 blanques rei · e1 blanques torre | a8 negres alfil · d8 negres torre · h8 negres torre · a7 negres rei · f7 negres peó · h7 negres peó · a6 negres peó · d6 negres dama · f6 negres cavall · g6 negres peó · a5 blanques cavall · b5 negres peó · c5 negres peó · d5 blanques peó · d4 blanques torre · f4 blanques dama · a3 blanques peó · f3 blanques peó · g3 blanques peó · h3 blanques alfil · b2 blanques peó · c2 blanques peó · h2 blanques peó · b1 blanques rei · e1 blanques torre | a8 negres alfil · d8 negres torre · h8 negres torre · a7 negres rei · f7 negres peó · h7 negres peó · a6 negres peó · d6 negres dama · f6 negres cavall · g6 negres peó · a5 blanques cavall · b5 negres peó · c5 negres peó · d5 blanques peó · d4 blanques torre · f4 blanques dama · a3 blanques peó · f3 blanques peó · g3 blanques peó · h3 blanques alfil · b2 blanques peó · c2 blanques peó · h2 blanques peó · b1 blanques rei · e1 blanques torre | a8 negres alfil · d8 negres torre · h8 negres torre · a7 negres rei · f7 negres peó · h7 negres peó · a6 negres peó · d6 negres dama · f6 negres cavall · g6 negres peó · a5 blanques cavall · b5 negres peó · c5 negres peó · d5 blanques peó · d4 blanques torre · f4 blanques dama · a3 blanques peó · f3 blanques peó · g3 blanques peó · h3 blanques alfil · b2 blanques peó · c2 blanques peó · h2 blanques peó · b1 blanques rei · e1 blanques torre | a8 negres alfil · d8 negres torre · h8 negres torre · a7 negres rei · f7 negres peó · h7 negres peó · a6 negres peó · d6 negres dama · f6 negres cavall · g6 negres peó · a5 blanques cavall · b5 negres peó · c5 negres peó · d5 blanques peó · d4 blanques torre · f4 blanques dama · a3 blanques peó · f3 blanques peó · g3 blanques peó · h3 blanques alfil · b2 blanques peó · c2 blanques peó · h2 blanques peó · b1 blanques rei · e1 blanques torre | a8 negres alfil · d8 negres torre · h8 negres torre · a7 negres rei · f7 negres peó · h7 negres peó · a6 negres peó · d6 negres dama · f6 negres cavall · g6 negres peó · a5 blanques cavall · b5 negres peó · c5 negres peó · d5 blanques peó · d4 blanques torre · f4 blanques dama · a3 blanques peó · f3 blanques peó · g3 blanques peó · h3 blanques alfil · b2 blanques peó · c2 blanques peó · h2 blanques peó · b1 blanques rei · e1 blanques torre | a8 negres alfil · d8 negres torre · h8 negres torre · a7 negres rei · f7 negres peó · h7 negres peó · a6 negres peó · d6 negres dama · f6 negres cavall · g6 negres peó · a5 blanques cavall · b5 negres peó · c5 negres peó · d5 blanques peó · d4 blanques torre · f4 blanques dama · a3 blanques peó · f3 blanques peó · g3 blanques peó · h3 blanques alfil · b2 blanques peó · c2 blanques peó · h2 blanques peó · b1 blanques rei · e1 blanques torre | a8 negres alfil · d8 negres torre · h8 negres torre · a7 negres rei · f7 negres peó · h7 negres peó · a6 negres peó · d6 negres dama · f6 negres cavall · g6 negres peó · a5 blanques cavall · b5 negres peó · c5 negres peó · d5 blanques peó · d4 blanques torre · f4 blanques dama · a3 blanques peó · f3 blanques peó · g3 blanques peó · h3 blanques alfil · b2 blanques peó · c2 blanques peó · h2 blanques peó · b1 blanques rei · e1 blanques torre | 7 |
| 6 | a8 negres alfil · d8 negres torre · h8 negres torre · a7 negres rei · f7 negres peó · h7 negres peó · a6 negres peó · d6 negres dama · f6 negres cavall · g6 negres peó · a5 blanques cavall · b5 negres peó · c5 negres peó · d5 blanques peó · d4 blanques torre · f4 blanques dama · a3 blanques peó · f3 blanques peó · g3 blanques peó · h3 blanques alfil · b2 blanques peó · c2 blanques peó · h2 blanques peó · b1 blanques rei · e1 blanques torre | a8 negres alfil · d8 negres torre · h8 negres torre · a7 negres rei · f7 negres peó · h7 negres peó · a6 negres peó · d6 negres dama · f6 negres cavall · g6 negres peó · a5 blanques cavall · b5 negres peó · c5 negres peó · d5 blanques peó · d4 blanques torre · f4 blanques dama · a3 blanques peó · f3 blanques peó · g3 blanques peó · h3 blanques alfil · b2 blanques peó · c2 blanques peó · h2 blanques peó · b1 blanques rei · e1 blanques torre | a8 negres alfil · d8 negres torre · h8 negres torre · a7 negres rei · f7 negres peó · h7 negres peó · a6 negres peó · d6 negres dama · f6 negres cavall · g6 negres peó · a5 blanques cavall · b5 negres peó · c5 negres peó · d5 blanques peó · d4 blanques torre · f4 blanques dama · a3 blanques peó · f3 blanques peó · g3 blanques peó · h3 blanques alfil · b2 blanques peó · c2 blanques peó · h2 blanques peó · b1 blanques rei · e1 blanques torre | a8 negres alfil · d8 negres torre · h8 negres torre · a7 negres rei · f7 negres peó · h7 negres peó · a6 negres peó · d6 negres dama · f6 negres cavall · g6 negres peó · a5 blanques cavall · b5 negres peó · c5 negres peó · d5 blanques peó · d4 blanques torre · f4 blanques dama · a3 blanques peó · f3 blanques peó · g3 blanques peó · h3 blanques alfil · b2 blanques peó · c2 blanques peó · h2 blanques peó · b1 blanques rei · e1 blanques torre | a8 negres alfil · d8 negres torre · h8 negres torre · a7 negres rei · f7 negres peó · h7 negres peó · a6 negres peó · d6 negres dama · f6 negres cavall · g6 negres peó · a5 blanques cavall · b5 negres peó · c5 negres peó · d5 blanques peó · d4 blanques torre · f4 blanques dama · a3 blanques peó · f3 blanques peó · g3 blanques peó · h3 blanques alfil · b2 blanques peó · c2 blanques peó · h2 blanques peó · b1 blanques rei · e1 blanques torre | a8 negres alfil · d8 negres torre · h8 negres torre · a7 negres rei · f7 negres peó · h7 negres peó · a6 negres peó · d6 negres dama · f6 negres cavall · g6 negres peó · a5 blanques cavall · b5 negres peó · c5 negres peó · d5 blanques peó · d4 blanques torre · f4 blanques dama · a3 blanques peó · f3 blanques peó · g3 blanques peó · h3 blanques alfil · b2 blanques peó · c2 blanques peó · h2 blanques peó · b1 blanques rei · e1 blanques torre | a8 negres alfil · d8 negres torre · h8 negres torre · a7 negres rei · f7 negres peó · h7 negres peó · a6 negres peó · d6 negres dama · f6 negres cavall · g6 negres peó · a5 blanques cavall · b5 negres peó · c5 negres peó · d5 blanques peó · d4 blanques torre · f4 blanques dama · a3 blanques peó · f3 blanques peó · g3 blanques peó · h3 blanques alfil · b2 blanques peó · c2 blanques peó · h2 blanques peó · b1 blanques rei · e1 blanques torre | a8 negres alfil · d8 negres torre · h8 negres torre · a7 negres rei · f7 negres peó · h7 negres peó · a6 negres peó · d6 negres dama · f6 negres cavall · g6 negres peó · a5 blanques cavall · b5 negres peó · c5 negres peó · d5 blanques peó · d4 blanques torre · f4 blanques dama · a3 blanques peó · f3 blanques peó · g3 blanques peó · h3 blanques alfil · b2 blanques peó · c2 blanques peó · h2 blanques peó · b1 blanques rei · e1 blanques torre | 6 |
| 5 | a8 negres alfil · d8 negres torre · h8 negres torre · a7 negres rei · f7 negres peó · h7 negres peó · a6 negres peó · d6 negres dama · f6 negres cavall · g6 negres peó · a5 blanques cavall · b5 negres peó · c5 negres peó · d5 blanques peó · d4 blanques torre · f4 blanques dama · a3 blanques peó · f3 blanques peó · g3 blanques peó · h3 blanques alfil · b2 blanques peó · c2 blanques peó · h2 blanques peó · b1 blanques rei · e1 blanques torre | a8 negres alfil · d8 negres torre · h8 negres torre · a7 negres rei · f7 negres peó · h7 negres peó · a6 negres peó · d6 negres dama · f6 negres cavall · g6 negres peó · a5 blanques cavall · b5 negres peó · c5 negres peó · d5 blanques peó · d4 blanques torre · f4 blanques dama · a3 blanques peó · f3 blanques peó · g3 blanques peó · h3 blanques alfil · b2 blanques peó · c2 blanques peó · h2 blanques peó · b1 blanques rei · e1 blanques torre | a8 negres alfil · d8 negres torre · h8 negres torre · a7 negres rei · f7 negres peó · h7 negres peó · a6 negres peó · d6 negres dama · f6 negres cavall · g6 negres peó · a5 blanques cavall · b5 negres peó · c5 negres peó · d5 blanques peó · d4 blanques torre · f4 blanques dama · a3 blanques peó · f3 blanques peó · g3 blanques peó · h3 blanques alfil · b2 blanques peó · c2 blanques peó · h2 blanques peó · b1 blanques rei · e1 blanques torre | a8 negres alfil · d8 negres torre · h8 negres torre · a7 negres rei · f7 negres peó · h7 negres peó · a6 negres peó · d6 negres dama · f6 negres cavall · g6 negres peó · a5 blanques cavall · b5 negres peó · c5 negres peó · d5 blanques peó · d4 blanques torre · f4 blanques dama · a3 blanques peó · f3 blanques peó · g3 blanques peó · h3 blanques alfil · b2 blanques peó · c2 blanques peó · h2 blanques peó · b1 blanques rei · e1 blanques torre | a8 negres alfil · d8 negres torre · h8 negres torre · a7 negres rei · f7 negres peó · h7 negres peó · a6 negres peó · d6 negres dama · f6 negres cavall · g6 negres peó · a5 blanques cavall · b5 negres peó · c5 negres peó · d5 blanques peó · d4 blanques torre · f4 blanques dama · a3 blanques peó · f3 blanques peó · g3 blanques peó · h3 blanques alfil · b2 blanques peó · c2 blanques peó · h2 blanques peó · b1 blanques rei · e1 blanques torre | a8 negres alfil · d8 negres torre · h8 negres torre · a7 negres rei · f7 negres peó · h7 negres peó · a6 negres peó · d6 negres dama · f6 negres cavall · g6 negres peó · a5 blanques cavall · b5 negres peó · c5 negres peó · d5 blanques peó · d4 blanques torre · f4 blanques dama · a3 blanques peó · f3 blanques peó · g3 blanques peó · h3 blanques alfil · b2 blanques peó · c2 blanques peó · h2 blanques peó · b1 blanques rei · e1 blanques torre | a8 negres alfil · d8 negres torre · h8 negres torre · a7 negres rei · f7 negres peó · h7 negres peó · a6 negres peó · d6 negres dama · f6 negres cavall · g6 negres peó · a5 blanques cavall · b5 negres peó · c5 negres peó · d5 blanques peó · d4 blanques torre · f4 blanques dama · a3 blanques peó · f3 blanques peó · g3 blanques peó · h3 blanques alfil · b2 blanques peó · c2 blanques peó · h2 blanques peó · b1 blanques rei · e1 blanques torre | a8 negres alfil · d8 negres torre · h8 negres torre · a7 negres rei · f7 negres peó · h7 negres peó · a6 negres peó · d6 negres dama · f6 negres cavall · g6 negres peó · a5 blanques cavall · b5 negres peó · c5 negres peó · d5 blanques peó · d4 blanques torre · f4 blanques dama · a3 blanques peó · f3 blanques peó · g3 blanques peó · h3 blanques alfil · b2 blanques peó · c2 blanques peó · h2 blanques peó · b1 blanques rei · e1 blanques torre | 5 |
| 4 | a8 negres alfil · d8 negres torre · h8 negres torre · a7 negres rei · f7 negres peó · h7 negres peó · a6 negres peó · d6 negres dama · f6 negres cavall · g6 negres peó · a5 blanques cavall · b5 negres peó · c5 negres peó · d5 blanques peó · d4 blanques torre · f4 blanques dama · a3 blanques peó · f3 blanques peó · g3 blanques peó · h3 blanques alfil · b2 blanques peó · c2 blanques peó · h2 blanques peó · b1 blanques rei · e1 blanques torre | a8 negres alfil · d8 negres torre · h8 negres torre · a7 negres rei · f7 negres peó · h7 negres peó · a6 negres peó · d6 negres dama · f6 negres cavall · g6 negres peó · a5 blanques cavall · b5 negres peó · c5 negres peó · d5 blanques peó · d4 blanques torre · f4 blanques dama · a3 blanques peó · f3 blanques peó · g3 blanques peó · h3 blanques alfil · b2 blanques peó · c2 blanques peó · h2 blanques peó · b1 blanques rei · e1 blanques torre | a8 negres alfil · d8 negres torre · h8 negres torre · a7 negres rei · f7 negres peó · h7 negres peó · a6 negres peó · d6 negres dama · f6 negres cavall · g6 negres peó · a5 blanques cavall · b5 negres peó · c5 negres peó · d5 blanques peó · d4 blanques torre · f4 blanques dama · a3 blanques peó · f3 blanques peó · g3 blanques peó · h3 blanques alfil · b2 blanques peó · c2 blanques peó · h2 blanques peó · b1 blanques rei · e1 blanques torre | a8 negres alfil · d8 negres torre · h8 negres torre · a7 negres rei · f7 negres peó · h7 negres peó · a6 negres peó · d6 negres dama · f6 negres cavall · g6 negres peó · a5 blanques cavall · b5 negres peó · c5 negres peó · d5 blanques peó · d4 blanques torre · f4 blanques dama · a3 blanques peó · f3 blanques peó · g3 blanques peó · h3 blanques alfil · b2 blanques peó · c2 blanques peó · h2 blanques peó · b1 blanques rei · e1 blanques torre | a8 negres alfil · d8 negres torre · h8 negres torre · a7 negres rei · f7 negres peó · h7 negres peó · a6 negres peó · d6 negres dama · f6 negres cavall · g6 negres peó · a5 blanques cavall · b5 negres peó · c5 negres peó · d5 blanques peó · d4 blanques torre · f4 blanques dama · a3 blanques peó · f3 blanques peó · g3 blanques peó · h3 blanques alfil · b2 blanques peó · c2 blanques peó · h2 blanques peó · b1 blanques rei · e1 blanques torre | a8 negres alfil · d8 negres torre · h8 negres torre · a7 negres rei · f7 negres peó · h7 negres peó · a6 negres peó · d6 negres dama · f6 negres cavall · g6 negres peó · a5 blanques cavall · b5 negres peó · c5 negres peó · d5 blanques peó · d4 blanques torre · f4 blanques dama · a3 blanques peó · f3 blanques peó · g3 blanques peó · h3 blanques alfil · b2 blanques peó · c2 blanques peó · h2 blanques peó · b1 blanques rei · e1 blanques torre | a8 negres alfil · d8 negres torre · h8 negres torre · a7 negres rei · f7 negres peó · h7 negres peó · a6 negres peó · d6 negres dama · f6 negres cavall · g6 negres peó · a5 blanques cavall · b5 negres peó · c5 negres peó · d5 blanques peó · d4 blanques torre · f4 blanques dama · a3 blanques peó · f3 blanques peó · g3 blanques peó · h3 blanques alfil · b2 blanques peó · c2 blanques peó · h2 blanques peó · b1 blanques rei · e1 blanques torre | a8 negres alfil · d8 negres torre · h8 negres torre · a7 negres rei · f7 negres peó · h7 negres peó · a6 negres peó · d6 negres dama · f6 negres cavall · g6 negres peó · a5 blanques cavall · b5 negres peó · c5 negres peó · d5 blanques peó · d4 blanques torre · f4 blanques dama · a3 blanques peó · f3 blanques peó · g3 blanques peó · h3 blanques alfil · b2 blanques peó · c2 blanques peó · h2 blanques peó · b1 blanques rei · e1 blanques torre | 4 |
| 3 | a8 negres alfil · d8 negres torre · h8 negres torre · a7 negres rei · f7 negres peó · h7 negres peó · a6 negres peó · d6 negres dama · f6 negres cavall · g6 negres peó · a5 blanques cavall · b5 negres peó · c5 negres peó · d5 blanques peó · d4 blanques torre · f4 blanques dama · a3 blanques peó · f3 blanques peó · g3 blanques peó · h3 blanques alfil · b2 blanques peó · c2 blanques peó · h2 blanques peó · b1 blanques rei · e1 blanques torre | a8 negres alfil · d8 negres torre · h8 negres torre · a7 negres rei · f7 negres peó · h7 negres peó · a6 negres peó · d6 negres dama · f6 negres cavall · g6 negres peó · a5 blanques cavall · b5 negres peó · c5 negres peó · d5 blanques peó · d4 blanques torre · f4 blanques dama · a3 blanques peó · f3 blanques peó · g3 blanques peó · h3 blanques alfil · b2 blanques peó · c2 blanques peó · h2 blanques peó · b1 blanques rei · e1 blanques torre | a8 negres alfil · d8 negres torre · h8 negres torre · a7 negres rei · f7 negres peó · h7 negres peó · a6 negres peó · d6 negres dama · f6 negres cavall · g6 negres peó · a5 blanques cavall · b5 negres peó · c5 negres peó · d5 blanques peó · d4 blanques torre · f4 blanques dama · a3 blanques peó · f3 blanques peó · g3 blanques peó · h3 blanques alfil · b2 blanques peó · c2 blanques peó · h2 blanques peó · b1 blanques rei · e1 blanques torre | a8 negres alfil · d8 negres torre · h8 negres torre · a7 negres rei · f7 negres peó · h7 negres peó · a6 negres peó · d6 negres dama · f6 negres cavall · g6 negres peó · a5 blanques cavall · b5 negres peó · c5 negres peó · d5 blanques peó · d4 blanques torre · f4 blanques dama · a3 blanques peó · f3 blanques peó · g3 blanques peó · h3 blanques alfil · b2 blanques peó · c2 blanques peó · h2 blanques peó · b1 blanques rei · e1 blanques torre | a8 negres alfil · d8 negres torre · h8 negres torre · a7 negres rei · f7 negres peó · h7 negres peó · a6 negres peó · d6 negres dama · f6 negres cavall · g6 negres peó · a5 blanques cavall · b5 negres peó · c5 negres peó · d5 blanques peó · d4 blanques torre · f4 blanques dama · a3 blanques peó · f3 blanques peó · g3 blanques peó · h3 blanques alfil · b2 blanques peó · c2 blanques peó · h2 blanques peó · b1 blanques rei · e1 blanques torre | a8 negres alfil · d8 negres torre · h8 negres torre · a7 negres rei · f7 negres peó · h7 negres peó · a6 negres peó · d6 negres dama · f6 negres cavall · g6 negres peó · a5 blanques cavall · b5 negres peó · c5 negres peó · d5 blanques peó · d4 blanques torre · f4 blanques dama · a3 blanques peó · f3 blanques peó · g3 blanques peó · h3 blanques alfil · b2 blanques peó · c2 blanques peó · h2 blanques peó · b1 blanques rei · e1 blanques torre | a8 negres alfil · d8 negres torre · h8 negres torre · a7 negres rei · f7 negres peó · h7 negres peó · a6 negres peó · d6 negres dama · f6 negres cavall · g6 negres peó · a5 blanques cavall · b5 negres peó · c5 negres peó · d5 blanques peó · d4 blanques torre · f4 blanques dama · a3 blanques peó · f3 blanques peó · g3 blanques peó · h3 blanques alfil · b2 blanques peó · c2 blanques peó · h2 blanques peó · b1 blanques rei · e1 blanques torre | a8 negres alfil · d8 negres torre · h8 negres torre · a7 negres rei · f7 negres peó · h7 negres peó · a6 negres peó · d6 negres dama · f6 negres cavall · g6 negres peó · a5 blanques cavall · b5 negres peó · c5 negres peó · d5 blanques peó · d4 blanques torre · f4 blanques dama · a3 blanques peó · f3 blanques peó · g3 blanques peó · h3 blanques alfil · b2 blanques peó · c2 blanques peó · h2 blanques peó · b1 blanques rei · e1 blanques torre | 3 |
| 2 | a8 negres alfil · d8 negres torre · h8 negres torre · a7 negres rei · f7 negres peó · h7 negres peó · a6 negres peó · d6 negres dama · f6 negres cavall · g6 negres peó · a5 blanques cavall · b5 negres peó · c5 negres peó · d5 blanques peó · d4 blanques torre · f4 blanques dama · a3 blanques peó · f3 blanques peó · g3 blanques peó · h3 blanques alfil · b2 blanques peó · c2 blanques peó · h2 blanques peó · b1 blanques rei · e1 blanques torre | a8 negres alfil · d8 negres torre · h8 negres torre · a7 negres rei · f7 negres peó · h7 negres peó · a6 negres peó · d6 negres dama · f6 negres cavall · g6 negres peó · a5 blanques cavall · b5 negres peó · c5 negres peó · d5 blanques peó · d4 blanques torre · f4 blanques dama · a3 blanques peó · f3 blanques peó · g3 blanques peó · h3 blanques alfil · b2 blanques peó · c2 blanques peó · h2 blanques peó · b1 blanques rei · e1 blanques torre | a8 negres alfil · d8 negres torre · h8 negres torre · a7 negres rei · f7 negres peó · h7 negres peó · a6 negres peó · d6 negres dama · f6 negres cavall · g6 negres peó · a5 blanques cavall · b5 negres peó · c5 negres peó · d5 blanques peó · d4 blanques torre · f4 blanques dama · a3 blanques peó · f3 blanques peó · g3 blanques peó · h3 blanques alfil · b2 blanques peó · c2 blanques peó · h2 blanques peó · b1 blanques rei · e1 blanques torre | a8 negres alfil · d8 negres torre · h8 negres torre · a7 negres rei · f7 negres peó · h7 negres peó · a6 negres peó · d6 negres dama · f6 negres cavall · g6 negres peó · a5 blanques cavall · b5 negres peó · c5 negres peó · d5 blanques peó · d4 blanques torre · f4 blanques dama · a3 blanques peó · f3 blanques peó · g3 blanques peó · h3 blanques alfil · b2 blanques peó · c2 blanques peó · h2 blanques peó · b1 blanques rei · e1 blanques torre | a8 negres alfil · d8 negres torre · h8 negres torre · a7 negres rei · f7 negres peó · h7 negres peó · a6 negres peó · d6 negres dama · f6 negres cavall · g6 negres peó · a5 blanques cavall · b5 negres peó · c5 negres peó · d5 blanques peó · d4 blanques torre · f4 blanques dama · a3 blanques peó · f3 blanques peó · g3 blanques peó · h3 blanques alfil · b2 blanques peó · c2 blanques peó · h2 blanques peó · b1 blanques rei · e1 blanques torre | a8 negres alfil · d8 negres torre · h8 negres torre · a7 negres rei · f7 negres peó · h7 negres peó · a6 negres peó · d6 negres dama · f6 negres cavall · g6 negres peó · a5 blanques cavall · b5 negres peó · c5 negres peó · d5 blanques peó · d4 blanques torre · f4 blanques dama · a3 blanques peó · f3 blanques peó · g3 blanques peó · h3 blanques alfil · b2 blanques peó · c2 blanques peó · h2 blanques peó · b1 blanques rei · e1 blanques torre | a8 negres alfil · d8 negres torre · h8 negres torre · a7 negres rei · f7 negres peó · h7 negres peó · a6 negres peó · d6 negres dama · f6 negres cavall · g6 negres peó · a5 blanques cavall · b5 negres peó · c5 negres peó · d5 blanques peó · d4 blanques torre · f4 blanques dama · a3 blanques peó · f3 blanques peó · g3 blanques peó · h3 blanques alfil · b2 blanques peó · c2 blanques peó · h2 blanques peó · b1 blanques rei · e1 blanques torre | a8 negres alfil · d8 negres torre · h8 negres torre · a7 negres rei · f7 negres peó · h7 negres peó · a6 negres peó · d6 negres dama · f6 negres cavall · g6 negres peó · a5 blanques cavall · b5 negres peó · c5 negres peó · d5 blanques peó · d4 blanques torre · f4 blanques dama · a3 blanques peó · f3 blanques peó · g3 blanques peó · h3 blanques alfil · b2 blanques peó · c2 blanques peó · h2 blanques peó · b1 blanques rei · e1 blanques torre | 2 |
| 1 | a8 negres alfil · d8 negres torre · h8 negres torre · a7 negres rei · f7 negres peó · h7 negres peó · a6 negres peó · d6 negres dama · f6 negres cavall · g6 negres peó · a5 blanques cavall · b5 negres peó · c5 negres peó · d5 blanques peó · d4 blanques torre · f4 blanques dama · a3 blanques peó · f3 blanques peó · g3 blanques peó · h3 blanques alfil · b2 blanques peó · c2 blanques peó · h2 blanques peó · b1 blanques rei · e1 blanques torre | a8 negres alfil · d8 negres torre · h8 negres torre · a7 negres rei · f7 negres peó · h7 negres peó · a6 negres peó · d6 negres dama · f6 negres cavall · g6 negres peó · a5 blanques cavall · b5 negres peó · c5 negres peó · d5 blanques peó · d4 blanques torre · f4 blanques dama · a3 blanques peó · f3 blanques peó · g3 blanques peó · h3 blanques alfil · b2 blanques peó · c2 blanques peó · h2 blanques peó · b1 blanques rei · e1 blanques torre | a8 negres alfil · d8 negres torre · h8 negres torre · a7 negres rei · f7 negres peó · h7 negres peó · a6 negres peó · d6 negres dama · f6 negres cavall · g6 negres peó · a5 blanques cavall · b5 negres peó · c5 negres peó · d5 blanques peó · d4 blanques torre · f4 blanques dama · a3 blanques peó · f3 blanques peó · g3 blanques peó · h3 blanques alfil · b2 blanques peó · c2 blanques peó · h2 blanques peó · b1 blanques rei · e1 blanques torre | a8 negres alfil · d8 negres torre · h8 negres torre · a7 negres rei · f7 negres peó · h7 negres peó · a6 negres peó · d6 negres dama · f6 negres cavall · g6 negres peó · a5 blanques cavall · b5 negres peó · c5 negres peó · d5 blanques peó · d4 blanques torre · f4 blanques dama · a3 blanques peó · f3 blanques peó · g3 blanques peó · h3 blanques alfil · b2 blanques peó · c2 blanques peó · h2 blanques peó · b1 blanques rei · e1 blanques torre | a8 negres alfil · d8 negres torre · h8 negres torre · a7 negres rei · f7 negres peó · h7 negres peó · a6 negres peó · d6 negres dama · f6 negres cavall · g6 negres peó · a5 blanques cavall · b5 negres peó · c5 negres peó · d5 blanques peó · d4 blanques torre · f4 blanques dama · a3 blanques peó · f3 blanques peó · g3 blanques peó · h3 blanques alfil · b2 blanques peó · c2 blanques peó · h2 blanques peó · b1 blanques rei · e1 blanques torre | a8 negres alfil · d8 negres torre · h8 negres torre · a7 negres rei · f7 negres peó · h7 negres peó · a6 negres peó · d6 negres dama · f6 negres cavall · g6 negres peó · a5 blanques cavall · b5 negres peó · c5 negres peó · d5 blanques peó · d4 blanques torre · f4 blanques dama · a3 blanques peó · f3 blanques peó · g3 blanques peó · h3 blanques alfil · b2 blanques peó · c2 blanques peó · h2 blanques peó · b1 blanques rei · e1 blanques torre | a8 negres alfil · d8 negres torre · h8 negres torre · a7 negres rei · f7 negres peó · h7 negres peó · a6 negres peó · d6 negres dama · f6 negres cavall · g6 negres peó · a5 blanques cavall · b5 negres peó · c5 negres peó · d5 blanques peó · d4 blanques torre · f4 blanques dama · a3 blanques peó · f3 blanques peó · g3 blanques peó · h3 blanques alfil · b2 blanques peó · c2 blanques peó · h2 blanques peó · b1 blanques rei · e1 blanques torre | a8 negres alfil · d8 negres torre · h8 negres torre · a7 negres rei · f7 negres peó · h7 negres peó · a6 negres peó · d6 negres dama · f6 negres cavall · g6 negres peó · a5 blanques cavall · b5 negres peó · c5 negres peó · d5 blanques peó · d4 blanques torre · f4 blanques dama · a3 blanques peó · f3 blanques peó · g3 blanques peó · h3 blanques alfil · b2 blanques peó · c2 blanques peó · h2 blanques peó · b1 blanques rei · e1 blanques torre | 1 |
|   | a | b | c | d | e | f | g | h |   |

La Immortal de Kaspàrov és una famosa partida d'escacs jugada el 1999 al Torneig Hoogovens a Wijk aan Zee entre Garri Kaspàrov, el llavors campió del món, amb les peces blanques i el GM búlgar Vesselín Topàlov amb les peces negres.
Aquesta partida és, per alguns, la millor partida de la història dels escacs i, sens dubte, per a molts, la millor partida de Kaspàrov. La partida inclou molts sacrificis i una brillant combinació de més de 15 moviments.

## Partida
Blanques:  Garri Kaspàrov (2812)
Negres:  Vesselín Topàlov (2700)

GIF de la partida

Torneig: Torneig d'escacs Tata Steel (en aquell moment, se l'anomenava torneig Hoogovens).
Lloc:  Wijk aan Zee, Holanda del Nord, Països Baixos
Data: 20 de gener de 1999
Ronda: 4a
ECO: B07, Defensa Pirc
1.e4 d6 2.d4 Cf6 3.Cc3 g6 4.Ae3 Ag7 5.Dd2 c6 6.f3 b5 7.Cge2 Cbd7 8.Ah6 Axh6 9.Dxh6 Ab7 10.a3 e5 11.O-O-O De7 12.Rb1 a6 13.Cc1 O-O-O 14.Cb3 exd4 15.Txd4 c5 16.Td1 Cb6 17.g3 Rb8 18.Ca5 Aa8 19.Ah3 d5 20.Df4+ Ra7 21.The1 d4 22. Cd5 Cbxd5 23.exd5 Dd6 24.Txd4!! cxd4? 25.Te7+ Rb6 26.Dxd4+ Rxa5 27.b4+ Ra4 28.Dc3 Dxd5 29.Ta7 Ab7 30.Txb7 Dc4 31.Dxf6 Rxa3 32.Dxa6+ Rxb4 33. c3+ Rxc3 34.Da1+ Rd2 35.Db2+ Rd1 36. Af1 Td2 37.Td7 Txd7 38.Axc4 bxc4 39.Dxh8 Td3 40. Da8 c3 41.Da4+ Re1 42. f4 f5 43.Rc1 Td2 44.Da7 i Topàlov decidí abandonar.